# 2007年热带风暴巴里
热带风暴巴里（英語：Tropical Storm Barry）是2007年大西洋飓风季第二个获得命名的热带气旋，在6月初迅速形成后于美国佛罗里达州登陆。这股风暴于6月1日由墨西哥湾东南部的一片低压槽发展而成，然后迅速向东北方向移动，在这一过程中达到每小时95公里的最大风速，然后又逐渐减弱，以热带低气压强度在坦帕湾附近登陆。由于风切变的不利影响，巴里内部的大部分对流都已消退，到6月3日时已完全转变成温带气旋。这片温带残余继续向美国东岸行进，于6月5日被一片更大规模的温带气旋吸收。
风暴的低压槽前身令整个加勒比海西部普降大雨，古巴的非正式数据显示降雨量达到200毫米。系统的外围雨带令比那尔德里奥省有三人受伤，55套房屋受损。巴里产生的中等程度降水缓解了佛罗里达州的干旱，其中局部降雨量最高的有178毫米。大雨导致路面湿滑，一些区域出现洪水，引发的交通事故致使两人丧生，属于风暴的间接伤亡，此外皮尼拉斯县也有一位冲浪者因遇上汹涌的海浪而遇难。然而，巴里产生的降雨同時帮助了佛罗里达州和乔治亚州的消防员控制严重的山火，风暴总体上造成的破坏很小，經濟損失僅約11.8萬美元（2007年美元，相当于2025年的17.9萬美元）。

## 气象历史
5月29日晚，尤卡坦半岛上空的一片弱低压槽在尤卡坦海峡上空生成了一片小规模对流区。低压槽令对流有所增加，到次日系统已由发展出的一片广阔气旋笼罩。5月30日时，低压槽产生的湿气已经从尼加拉瓜延伸到墨西哥湾东南部，其中最大范围的对流区位于古巴附近。同日，一股向西行进的东风波催生出广阔的低气压，到5月31日，位于墨西哥科苏梅尔岛东南部的天气系统内已发展出环流。低气压向东北偏北方向移动，这一过程中虽然接触到的风切变较多，但仍得以逐渐组织起来。深层对流变得更集中在系统中心附近，估计已于协调世界时6月1日中午12点在古巴最西面的西北方向近海发展成热带低气压。不过在操作上，气象部门一直到11小时后才将其归类。

热带风暴巴里于6月2日从坦帕穿越佛罗里达州的雷达动画图像。

热带低气压发展出大范围的急风带，其组织性也已有所改善，促使气象部门派飓风猎人侦察机前去进行探测。侦察机报告的飞行高度层风速为每小时97公里，下层环流附近气压为1000毫巴（百帕），其层次结构仍在继续改善。风暴起初既表现出热带系统特征，又存在亚热带气旋特点，不过中心附近仍然有深层对流发展出来。根据这些情况，美国国家飓风中心于6月1日晚上21点发布了针对热带风暴巴里的第一份公告，其时风暴中心位于佛罗里达州基韦斯特以西约375公里海域。由于受到一个正在靠近中层槽的西南风向外流影响，巴里迅速向北移动，于6月2日清晨达到每小时95公里的最大风速。
达到最高强度后不久，强度的风切变令风暴失去了大部分深层对流，云层格局中存在一个虽然裸露在外，还仍然层次分明的中心，周围有从古巴向墨西哥湾东部延伸的弯曲对流带环绕。风暴中心在加速向东北前进的过程中减弱并拉长，于6月2日下午14点在佛罗里达州的坦帕附近登陆，这时系统已属热带低气压，并且还在继续减弱。低气压在向内陆行进的过程中迅速失去热带系统特征，到当天晚上美国国家飓风中心已停止针对位于佛罗里达州东北部上空的系统发布公告。巴里的温带残留在系统继续向东北行进的过程中有所增强，于6月3日沿南卡罗莱纳州登岸。系统北部发展出螺旋状的雨带，大范围的湿气一直延伸到下层环流前方。6月4日晚，温带残留进入新英格兰，到6月5日晚，巴里的残留已经被缅因州和魁北克省边境附近上空的一片更大规模的温带气旋吸收。

## 防灾措施

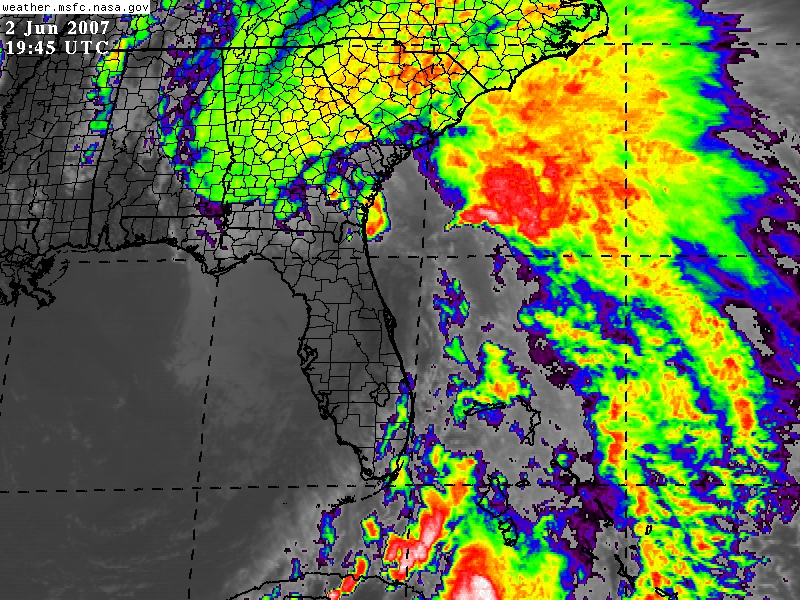
登陆佛罗里达州后不久，处于热带低气压强度的巴里。

将巴里归类为热带风暴的同时，美国国家飓风中心向从博尼塔温泉到基顿海滩（Keaton Beach）之间的佛罗里达州西海岸地区发布了热带风暴警告，还向基顿海滩往北直至圣马克之间地区发布了热带风暴观察预警。同时该州夏洛特县、西特拉斯县、德索托县、哈迪县、赫尔南多县、高地县、李县、莱维县、马纳提县、帕斯科县、皮尼拉斯县、波尔克县、萨拉索塔县和萨姆特县非沿海，且通常不受潮汐影响的区域也收到了内陆热带风暴警告。风暴的经过导致离岸流的威胁增大，因此官方建议打算下水游泳的人员暂且等待风暴过境后再下海。该州南部还收到了龙卷风观察预警，不过风暴减弱后，这一预警也相应中止。
巴里转变成温带气旋后，美国国家气象局驻各地办事处向南卡罗莱纳州部分地区、北卡罗莱纳州东部大部分区域，弗吉尼亚州东南部和马里兰州东南部发布了洪水预警。之后又向宾夕法尼亚州东南部、特拉华州北部、新泽西州北部、纽约州中东部和新英格兰南部发布了洪水和山洪爆发预警。乔治亚州部分地区还收到了大风和湖风通告。

## 影响

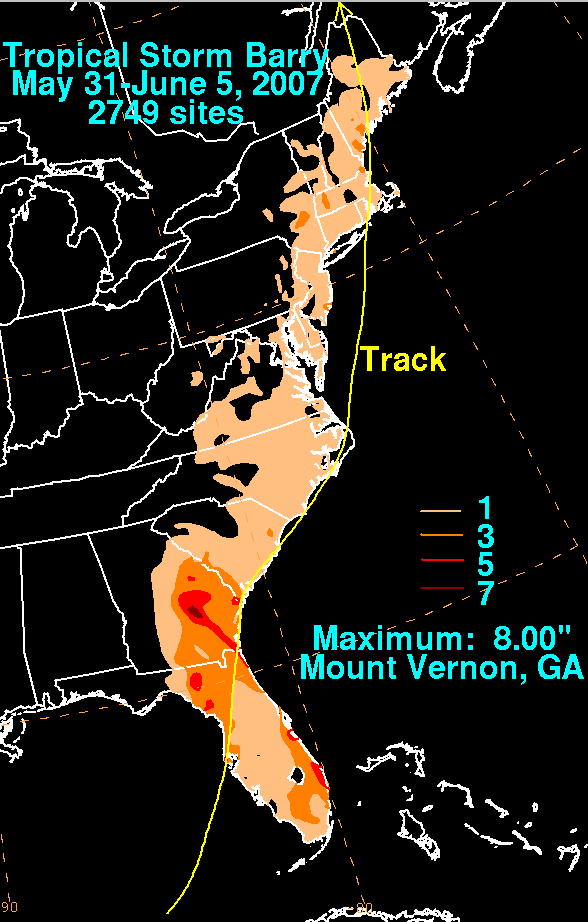
热带风暴巴里的降雨量分布。

### 加勒比地区
巴里的低压槽前身给萨尔瓦多带去降水，约十个小时内的降雨量达到70毫米。
低压槽还给古巴西部带去了大雨，其中圣斯皮里图斯省的降雨量最高，达到305毫米。另外还有多地记录到超过100毫米降水，导致一些低洼地区和多条河流沿岸出现洪灾。瓜内（Guane）市的通讯被洪水中断而陷入孤立状态。共计有超过2000人因洪水的威胁被迫撤离。此外，风暴的天气扰动前身还在圣斯皮里图斯省催生了四场龙卷风，造成三人受伤，55套房屋受损，其中四套因此倒塌。

### 美国

#### 佛罗里达州
佛罗里达州因巴里而普降中到大雨，降雨量最高的棕榈滩国际机场达到178毫米，还有多地记录到超过75毫米降水。这些降雨缓解了长期的旱情，还帮助了消防员对抗该州一直延续到乔治亚州的严重山火。
降雨导致布里瓦德县的欧加利林荫大道出现一个大型沉洞，部分路段也因此封闭。该区域还有另外多条道路被水淹没，95号州际公路接近莱克沃思的路段也出现了一个沉洞，导致两条车道封闭。全州因路面湿滑导致了多起交通事故，布里瓦德县和沃卢西亚县各有一位驾车者因事故丧生。4号州际公路靠近奥兰多的路段因有牵引车撞上护拦而导致交通中断。
| 地点                         | 最高降雨量 | 最高降雨量 |
| 地点                         | 英寸       | 毫米       |
| ---------------------------- | ---------- | ---------- |
| 佛罗里达州西棕榈滩           | 6.99       | 178        |
| 乔治亚州蒙哥马利县芒特弗农   | 8.00       | 203        |
| 南卡罗莱纳州哈迪维尔附近     | 6.12       | 156        |
| 北卡罗莱纳州韦克县富基瓦里纳 | 3.73       | 94.7       |
| 弗吉尼亚州李县彭宁顿加普     | 3.75       | 95.3       |
| 马里兰州阿利根尼县弗罗斯特堡 | 1.70       | 43.2       |
| 特拉华州多佛                 | 1.54       | 39.1       |
| 宾夕法尼亚州费城             | 1.66       | 42.2       |
| 新泽西州大西洋县阿布西肯     | 4.50       | 114        |
| 纽约州纽约市中央公园         | 3.91       | 99.3       |
| 康涅狄格州柏林               | 2.90       | 73.7       |
| 马萨诸塞州汤顿               | 3.19       | 81.0       |
| 罗德岛州布瑞尔维尔           | 3.10       | 78.7       |
| 新罕布什尔州纽马基特         | 2.75       | 69.9       |
| 缅因州索科                   | 2.64       | 67.1       |

风暴给佛罗里达州西海岸带去了很高的海浪，克利尔沃特海滩的风暴潮达到1.46米。海浪导致了轻度海岸侵蚀，布雷登顿海滩有15至18米深的沙子被冲走。坦帕湾沿岸区域有多条道路出现了轻微的水浸，一些车辆因此被困。印度海岸有一位女性因大浪受伤后不治身亡。
全州都受到了强风吹袭，东南部沿海地区报告了时速76公里的大风。大风刮倒了一些树木，导致州內出现局部停电，希尔斯波罗县非建制地区卡罗尔伍德（Carrollwood）有一人因倒塌的树木砸中房屋而受伤。风暴还在该州南部催出了多场龙卷风，导致围栏和供电线路受损。迈阿密-戴德县有约2000人可能因一场龙卷风刮断供电线路而失去电力供应。迈阿密附近的另一场龙卷风对一些树木和民宅构成破坏。

#### 其他地区

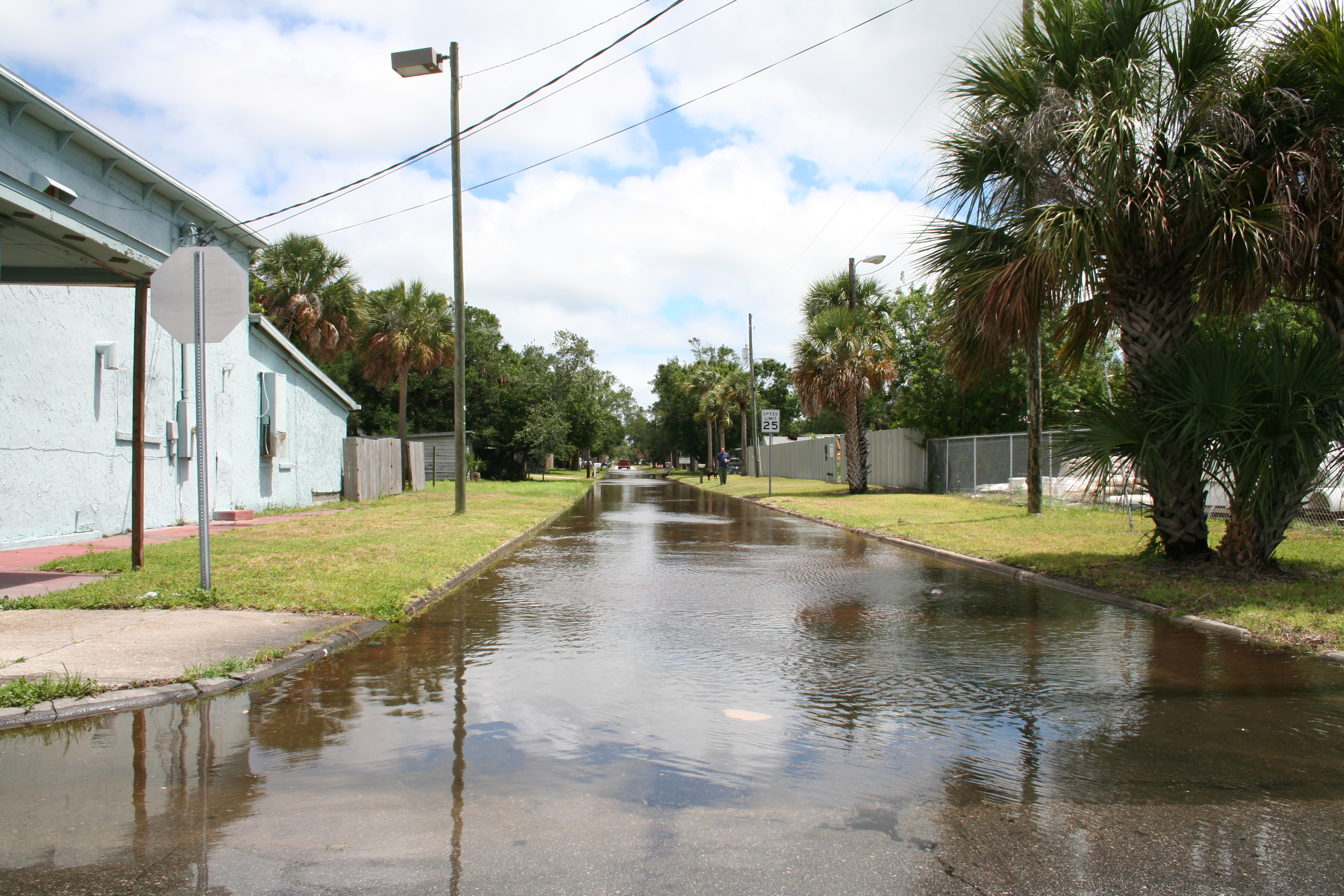
巴里在佛罗里达州导致洪灾。

乔治亚州以蒙哥马利县的芒特弗农降雨量最高，达到203毫米。降水协助了消防员对抗该州南部一直延伸到佛罗里达州的严重山火，让已经连续奋战了超过一个月的数千名消防人员得到短暂的喘息空间。降雨导致了轻度水灾，萨凡纳发生了几起轻微的交通事故。强烈的阵风吹倒了一些树木，还刮断了多条供电线路，沿海报告出现了强烈的海浪。美国东岸因这场风暴普降大雨，南卡罗莱纳州以哈迪维尔附近降雨量最高，达到155毫米，北卡罗莱纳州最高的则是富基瓦里纳（Fuquay-Varina），有95毫米，弗吉尼亚州的彭宁顿加普（Pennington Gap）也有95毫米。南卡罗莱纳州还受到了强风的吹袭。
巴里的温带残留给大西洋沿岸带去了强烈的阵风，南卡罗莱纳州查尔斯顿附近达到最高的97公里时速。北卡罗莱纳州克雷文县有约200套房屋因大风刮断了一条供电线路而停电。北卡罗莱纳州因风暴产生的不利影响而推迟了东卡罗莱纳大学和西卡罗莱纳大学之间的一场棒球赛。弗吉尼亚州因巴里的残余导致了超过60起交通事故，共有10人受伤。恐怖角（Cape Fear）近海一艘帆船因海况恶劣而不得不向海岸巡防队求救。降水还经新英格兰延伸到了中大西洋各州，新泽西州大西洋县的阿布西肯（Absecon）记录到113毫米降雨量，纽约市的中央公园附近则有99毫米，马萨诸塞州的汤顿也有81毫米。纽约州的五指湖因风暴残留产生的暴雨引发洪灾，多条道路被冲毁。纽约州东南部还爆发了山洪，并有强烈的阵风引起零星的树木受损。新泽西州东北部还出现了高涨的潮汐，导致轻微的沿海洪灾。